# Morti nel 1173
| Questa pagina contiene informazioni ricavate automaticamente dalle voci biografiche con l'ausilio del template Bio e di un bot. L'aggiornamento è periodico e automatico e ricostruisce completamente la pagina. Se manca una persona in questa lista, sei pregato di non aggiungerla, ma accertati piuttosto che la sua voce biografica contenga il template Bio e che i dati anagrafici siano correttamente compilati. Se il template Bio manca, inseriscilo tu stesso o, in alternativa, metti l'avviso {{tmp\|Bio}} che ne segnala la mancanza. Se i dati riportati sono sbagliati, correggi direttamente la voce biografica; le modifiche saranno visibili in questa lista entro pochi giorni. Per chiarimenti vedi il progetto biografie. La lista contiene solo le 23 persone che sono citate nell'enciclopedia e per le quali è stato implementato correttamente il template Bio. Pagina aggiornata al 18 ago 2025. |

- 5 gennaio - Boleslao IV di Polonia, duca polacca (n. 1120)
- 10 marzo - Riccardo di San Vittore, teologo e filosofo francese
- 10 maggio - Raimbaut d'Aurenga, trovatore francese
- 4 luglio - Alberto Quadrelli, vescovo cattolico italiano (n. 1103)
- 4 agosto - Raimondo, vescovo cattolico italiano
- 9 agosto - Najm al-Din Ayyub, militare e politico curdo
- 1º settembre - Stamira, patriota italiana
- 6 ottobre - Enghelberto III d'Istria, nobile italiano
- 25 dicembre - Matteo di Lorena, conte (n. 1137)
- Anselmo, vescovo cattolico italiano
- Beniamino di Tudela, geografo e esploratore spagnolo (n. 1130)
- Costantino Colomanno, funzionario e generale bizantino
- Eufrosina di Polack, badessa e santa bielorussa
- Reginaldo Fitzurse, cavaliere medievale normanno (n. 1143)
- Godefroid de Claire, orafo belga (n. 1100)
- Hemacandra, letterato, monaco giainista e filosofo indiano (n. 1088)
- Mafalda del Portogallo, regina (n. 1148)
- Narasiṃha I, sovrano indiano
- Stefano II di Auxonne, conte
- Umfredo III di Toron, nobile normanno
- Volmar, monaco cristiano tedesco
- Ruggero di Clare, II conte di Hertford, nobile normanno (n. 1116)
- Guglielmo Raimondo I di Moncada, nobile